# Generi musicali della fisarmonica

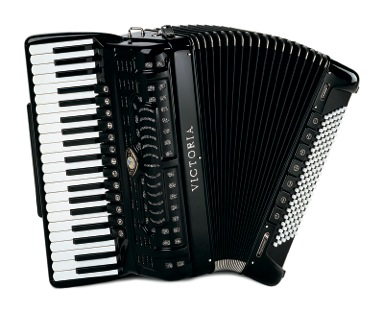
Fisarmonica a Piano Professionale

La fisarmonica è presente in un'ampia varietà di generi musicali, principalmente nella musica tradizionale e popolare. In alcune regioni, come l'Europa e il Nord-America, è diventata principalmente riservata alla musica tradizionale, folk ed etnica. In altre regioni come il Messico, lo strumento è molto popolare in generi come il Norteño e in Brasile è uno strumento fisso negli stili di musica popolare come il Sertanejo ed il Forró.
Nella musica artistica è usata nella musica jazz, un importante esponente fu il fisarmonicista nordamericano Frank Marocco anche per le trascrizioni dal repertorio operistico e della musica classico-leggera.

## Uso nella musica tradizionale

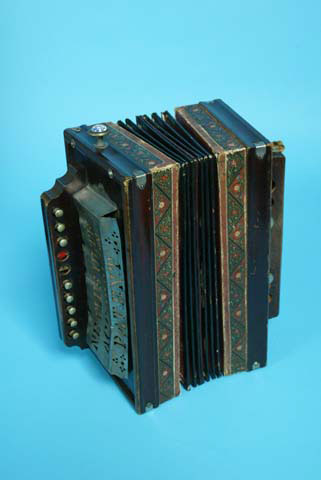
Una fisarmonica del XIX secolo, nella collezione del Museo dei bambini di Indianapolis

Dopo l'invenzione della fisarmonica nel 1829, la sua popolarità si diffuse in tutto il mondo, in gran parte grazie alla moda del momento, la polka. "Una volta che la polka divenne una frenesia a Parigi e Londra durante la primavera del 1844, si diffuse rapidamente nel resto del mondo... Nel marzo del 1844 la polka-mania prese Parigi: gente comune, servitori, normali lavoratori e, si presume, chiunque altro non fosse troppo formale, ballava la polka per le strade della capitale e presto anche a Bordeaux e in altre città francesi. Circa una settimana dopo prese d'assalto Londra e da questi due grandi centri della moda, dell'impero e dell'influenza, la polka si diffuse rapidamente verso l'alto nella società francese e inglese ed all'estero, conquistando il resto del mondo".
Tranne che per un breve momento tra gli anni 1830 e 1840, quando la fisarmonica veniva ascoltata dall'aristocrazia francese durante i concerti da Salone, lo strumento è sempre stato associato alla gente comune. La fisarmonica fu diffusa in tutto il mondo dalle ondate di europei che emigrarono in varie parti del mondo tra la fine del XIX secolo e l'inizio del XX secolo.
La fisarmonica della metà del XIX secolo divenne una delle preferite dai musicisti folk per diversi motivi: "La popolarità dello strumento nuovo [tra le masse comuni] era il risultato delle sue qualità uniche. In primo luogo, era molto più forte di tutti gli antichi strumenti folk messi insieme. Può essere facilmente ascoltata anche nel pub più selvaggio sopra il forte calpestio dei piedi danzanti. È anche stata il prototipo di un "uomo orchestra" con bassi e accordi sul lato sinistro e pulsanti per la melodia sulla destra e potevi ancora cantare e battere il ritmo con i piedi: lo strumento non aveva bisogno di accordatura ed era sempre pronto per suonare, ma la cosa più ingegnosa della prima fisarmonica Cajun con una sola fila di bottoni era che non si poteva suonare davvero male. Perfino se hai perso la melodia poteva suonare ancora bene".
Fin dalla sua invenzione, la fisarmonica si integrò in modo popolare in molti stili musicali tradizionali in tutto il mondo, dalla polka europea al Vallenato colombiano alla musica trot coreana. Vedi stili di musica tradizionale che comprendono la fisarmonica. Anche se raramente si vedono molte prime orchestre jazz (orchestre swing come quelle di Glenn Miller), la parte del Pianoforte è contrassegnata come "Pianoforte/Fisarmonica a piano".
A volte certi stili di musica tradizionale possono anche essere legati a un certo tipo di fisarmonica, come la fisarmonica Schrammel per la Schrammelmusik, la Trikitixa per la musica basca, o la fisarmonica diatonica nelle musiche messicane conjunto e norteño. Sarebbe difficile nominare un paese in cui la fisarmonica non abbia avuto un ruolo significativo nella sua tradizione musicale. È stato persino idealizzato nella letteratura.

## Uso nella musica popolare
La fisarmonica fu ascoltata frequentemente nella musica popolare a partire dal 1910 circa fino al 1960. Con l'aumento della popolarità della chitarra (in particolare della chitarra elettrica) e della musica rock, la popolarità della fisarmonica nella musica pop in Europa e Nord America declinò fortemente. Tuttavia in alcuni paesi, come il Brasile e il Messico, la fisarmonica continua ad essere un appuntamento fisso nella musica pop e la sua popolarità non è diminuita.
Questo mezzo secolo viene spesso chiamato "l'età d'oro della fisarmonica". Tre suonatori, più di ogni altro, hanno inaugurato questa era di popolarità per lo strumento, tutti gli immigrati italiani negli Stati Uniti: Pietro Frosini e due fratelli, il conte Guido Deiro e Pietro Deiro. Tutti e tre i musicisti erano celebrità nei circuiti del Vaudeville e si esibivano in Nord America, Europa e Australia durante l'età del Vaudeville. Registrarono centinaia di 78 giri per la Victor Talking Machine Company, la Columbia Records, la Decca Records, la Edison Records, la Cylinders ed altre etichette. Guido Deiro è stato il fisarmonicista più di successo e famoso negli anni '10 e '20 e ha vissuto una vita piena di celebrità, lusso, macchine veloci e donne di successo. Molte orchestre popolari, come la Paul Whiteman Orchestra, avevano fisarmonicisti nel proprio staff.
Dopo che la maggior parte dei teatri di Vaudeville furono chiusi durante la Grande depressione, i fisarmonicisti trovarono comunque lavoro durante gli anni '30 e '50 insegnando e suonando per la radio. Charles Magnante è considerato uno dei più grandi fisarmonicisti americani. Al culmine della sua carriera aveva suonato in 30 trasmissioni radio dal vivo e in otto sessioni di studio ogni settimana. Un altro grande famoso fisarmonicista americano fu Dick Contino, che andò in tournée con l'Orchestra Horace Heidt e fu dichiarato "il più grande fisarmonicista al mondo". Apparve al The Ed Sullivan Show in registrazione 48 volte. Inoltre, John Serry Sr. ottenne un riconoscimento nazionale in tournée con Shep Fields e la sua orchestra jazz Rippling Rhythm negli anni '30, concertato sulle reti radiotelevisive della CBS negli anni '40 e '50 ed apparve nel Broadway Theatre negli anni '50 e '60. Durante gli anni '50 e fino agli anni '80, la fisarmonica ebbe grande visibilità in televisione con le esibizioni di Myron Floren, il fisarmonicista insieme a Lawrence Welk, sul Lawrence Welk Show. Tuttavia con l'avvento del rock' n roll e il divario generazionale tra la fine degli anni '50 e l'inizio degli anni '60, la fisarmonica declinò in popolarità, mentre la generazione più giovane la considerava "antiquata", incarnando la musica spensierata dei genitori e dei nonni.
In Europa e Nord America (al di fuori del Messico), nella musica pop tradizionale contemporanea l'uso della fisarmonica è solitamente considerato esotico o vecchio stile. Tuttavia alcuni interpreti popolari usano lo strumento nelle loro sonorità distintive e un articolo del Los Angeles Times del 2014 riporta che lo strumento sta crescendo in popolarità a livello locale.
Dalla fine del XIX secolo la musica Tejano emerse come uno dei generi principali per questo strumento in America. Pionieri come Narciso Martínez hanno dato allo strumento un contributo importante nella patrimonio culturale musicale del popolo americano messicano. Al centro dell'evoluzione della prima musica Tejano c'era la fusione di forme tradizionali come il Corrido e il Mariachi e stili dell'Europa continentale, come la Polka, introdotti dai coloni tedeschi e cechi nel tardo XIX secolo. In particolare la fisarmonica fu adottata dai musicisti folk di Tejano all'inizio del XX secolo e divenne uno strumento popolare per i musicisti dilettanti nel Texas e nel Messico settentrionale.
La fisarmonica è stata uno strumento primario nella musica messicana. È soprattutto associata alla musica Norteña, che è diventata uno dei generi musicali più popolari in Messico dagli anni '90, ma lo strumento è anche presente in altri generi come la Cumbia. Ramon Ayala è probabilmente il più noto fisarmonicista del Messico; soprannominato il "Re della fisarmonica", Ayala ha registrato oltre 113 album dagli anni '60.
In alcuni paesi, come il Brasile, la fisarmonica è un appuntamento fisso nella musica popolare tradizionale (messa in evidenza da gruppi tradizionali come Falamansa, Michel Teló, Avioes do Forró). Lo strumento viene comunemente appreso dagli adolescenti e gode di una popolarità paragonabile alla chitarra. In alcune regioni (come il nord-est, dove si chiama sanfona), la fisarmonica supera la chitarra in popolarità tra i giovani. In Brasile, tuttavia, la fisarmonica usa normalmente una sintonia molto secca, che la dissocia dal suono più molle che si trova nella musica popolare europea.
Lo strumento è stato utilizzato anche nella canzone Disney "Whale of a Tale" di Ventimila leghe sotto i mari, oltre alla canzone di Paperino, Quack Quack Quack. È stato utilizzato in un ambiente natalizio per la canzone Nuttin' for Christmas.
Il compositore Tomohito Nishiura usa frequentemente la fisarmonica nella serie di giochi del Professor Layton, ad esempio in Laboratorio o nel Tema di Don Paolo. Tuttavia quando vengono pubblicate le "Versioni dal vivo" delle colonne sonore, la fisarmonica viene occasionalmente sostituita (come in London 3 dal Il professor Layton e il futuro perduto). Ogni "tema" per un gioco utilizza la fisarmonica in qualche modo.
È uno strumento tradizionale nella musica brasiliana, in particolare nel baião del nordest. Luiz Gonzaga è chiamato il re del baião.
Vari gruppi folk metal e viking metal, come Finsterforst, Finntroll e Turisas che si sono formati negli anni '90 e nel primo decennio del XXI secolo, presentano fisarmoniche.

## Uso nella musica classica

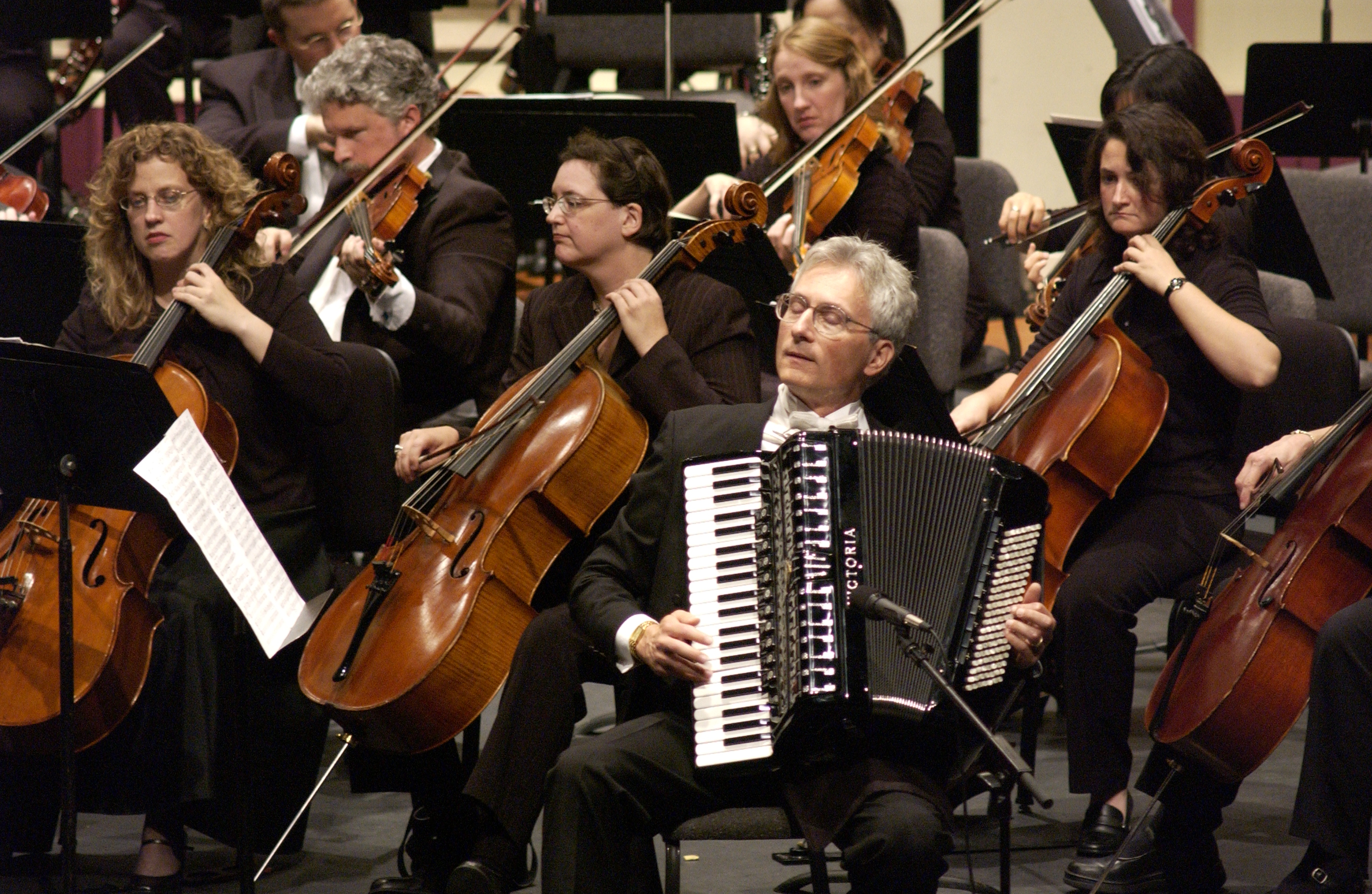
Henry Doktorski con la New York Philharmonic

Sebbene la fisarmonica sia meglio conosciuta principalmente come uno strumento folk, è stata usata con crescente frequenza dai compositori classici. Il primo brano di musica sopravvissuto scritto per la fisarmonica è Thême varié très brillant pour accordéon methode Reisner, scritto nel 1836 da Miss Louise Reisner di Parigi, una fisarmonicista e compositrice dilettante.
Il compositore russo Pëtr Il'ič Čajkovskij ha incluso quattro fisarmoniche diatoniche a singola azione, opzionali nella sua Suite Orchestrale n. 2 in do maggiore, op. 53 (1883), semplicemente per aggiungere un po' di colore al terzo movimento: "Scherzo burlesque".
Il compositore italiano Umberto Giordano ha inserito la fisarmonica diatonica a singola azione nella sua opera Fedora (1898). Il fisarmonicista appare sul palco insieme a un trio folk composto da un ottavino e un suonatore di triangoli, tre volte nel terzo atto (ambientato in Svizzera), per accompagnare una breve e semplice canzone cantata da un piccolo savoiardo. (Pastore alpino).
Nel 1915 il compositore americano Charles Ives inserì un coro di fisarmoniche diatoniche (o concertine, insieme a due pianoforti, celesta, arpa, organo, cetra e un theremin opzionale, nel suo Set orchestrale n. 2. La fisarmonica, scritta in parte solo per la mano destra, consiste di diciotto misure alla fine del lavoro di tre movimenti lungo diciotto minuti.Tutti i lavori di cui sopra sono stati scritti per la fisarmonica diatonica a bottoni.
Il primo compositore a scrivere appositamente per la fisarmonica cromatica (in grado di suonare tutte le 12 note della scala cromatica) fu Paul Hindemith. Nel 1921 incluse l'armonium in Kammermusik n. 1, un lavoro da camera in quattro movimenti per dodici suonatori, ma in seguito riscrisse la parte dell'armonium per fisarmonica. Anche altri compositori tedeschi hanno scritto per la fisarmonica.
Nel 1922 il compositore austriaco Alban Berg incluse una breve parte per fisarmonica sul palcoscenico nella sua celebre opera Wozzeck, op. 7. Lo strumento, contrassegnato Ziehharmonika bzw. Akkordeon, nella partitura appare solo durante la scena del giardino della taverna (wirthausgarten), insieme ad un gruppo sul palco (Bühnenmusik) composto da due fiddle (violini accordati su un tono), un clarinetto in do, una chitarra e un bombardone in fa (o basso tuba), per dare un tocco di autenticità all'ambientazione da birreria tedesca (deutsche Biergarten).

### Compositori importanti
Compositori importanti che hanno scritto per la fisarmonica durante la prima metà del XX secolo sono stati:
- Virgil Thomson: Four Saints in Three Acts (1928)
- Sergei Prokofiev: Cantata per il XX anniversario della Rivoluzione d'Ottobre, op. 74 (1936)
- Paul Dessau: Madre Coraggio (1936) e Die Verurteilung des Lukullus (La condanna di Lucullo) (1949)
- Dmitri Shostakovich: Jazz Suite No. 2 (1938)
- Jean Françaix: Apocalisse secondo San Giovanni (1939)
- Darius Milhaud: Preludio e Postludio per "Lidoire" (1946)
- Henry Brant: All Soul's Carnival (1949)
- George Antheil—del notissimo Ballet mécanique: Danza per fisarmonica e orchestra (1951)
- John Serry, Sr.: American Rhapsody (1955)

Per citarne solo alcuni.
Nel 1937 il primo concerto per fisarmonica fu scritto ed eseguito in Russia.
Pauline Oliveros portò la fisarmonica nella tradizione musicale sperimentale americana.

### La fisarmonica a bassi sciolti nella musica classica
Nonostante gli sforzi compiuti dagli artisti e dalle fisarmoniche per presentare la fisarmonica come uno strumento serio per il mondo della musica classica, la tanto agognata svolta nella maggior parte dei circoli musicali seri non ebbe luogo se non dopo che i fisarmonicisti più o meno abbandonarono la fisarmonica a bassi di Stradella (uno strumento limitato solo ai bassi e agli accordi dei tasti preimpostati nella tastiera di sinistra) ed abbracciò la fisarmonica a bassi sciolti (uno strumento che poteva suonare singoli passi sulla tastiera di sinistra con una gamma di tre ottave o più, simile alla tastiera di destra). I compositori trovarono la fisarmonica a bassi sciolti molto più attraente e più facile da scrivere poiché liberò lo strumento da una gamma limitata di note basse (solo una settima minore) e dai pulsanti degli accordi preimpostati.
Nonostante sia stato inventato già nel 1912, lo strumento non divenne popolare fino alla metà del XX secolo, quando fu "scoperto" dai fisarmonicisti classici. Il fisarmonicista danese Mogens Ellegaard, considerato da molti il padre del movimento della fisarmonica d'avanguardia, descrisse così la sua introduzione alla nuova fisarmonica:
Ellegaard continuava,
Symphonic Fantasy e Allegro furono eseguiti in anteprima dall'Orchestra Sinfonica Nazionale Danese sotto la direzione del compositore stesso. Ole Schmidt fece il seguente commento sul lavoro: "Odiavo la fisarmonica finché non incontrai Mogens Ellegaard e mi fece decidere di scrivere un concerto per fisarmonica per lui".

#### Danimarca
Altri compositori danesi presto seguirono Schmidt:
- Niels Viggo Bentzon scrisse Concerto for Accordion (1962–63), In the Zoo (1964) e Sinfonia concertante (1965) per sei fisarmoniche, orchestra d'archi e percussioni.
- Per Nørgård scrisse Anatomic Safari (1967) per fisarmonica solista e Recall (1968) per fisarmonica e orchestra, che fu dedicata a Lars Dyremose, direttore della Danish Accordion Academy.
- Karl Aage Rasmussen scrisse Invention (1972)
- Hans Abrahamsen scrisse Canzone (1977-8) per fisarmonica solista.
- Steen Pade, studente di Nørgård, scrisse un concerto per fisarmonica e tre lavori per solista: Excursions With Detours (1984), Aprilis (1987) e Cadenza (1987).
- Vagn Holmboe scrisse Sonata, Op. 143A.

#### Europa
In Europa le prestazioni della fisarmonica a basso libero hanno raggiunto un livello molto alto e lo strumento è considerato degno di studi approfonditi nei conservatori di musica. Compositori moderni e d'avanguardia come Sofia Gubaidulina, Edison Denisov, Luciano Berio, Per Nørgård, Arne Nordheim, Jindrich Feld, Franco Donatoni, Toshio Hosokawa, Mauricio Kagel, Patrick Nunn e Magnus Lindberg hanno scritto per la fisarmonica a bassi sciolti e lo strumento si sta integrando più frequentemente nella nuova musica da camera e nei gruppi di improvvisazione. I compositori delle giovani generazioni che hanno scritto per la fisarmonica comprendono Christina Athinodorou (nata nel 1981) che scrisse Virgules per Fisarmonica solista (2009) con l'uso combinato tra la bassi Stradella e il sistema dei pulsanti cromatici.

#### Italia
Il compositore italiano Salvatore Sciarrino (nato nel 1947) ha recentemente scritto un brano intitolato Storie di Altre Storie, per il fisarmonicista Teodoro Anzellotti, che richiede l'uso della fisarmonica a bassi sciolti nella sua strumentazione, rifacendosi alle sonate per tastiera di Domenico Scarlatti, alla musica per armonica a bicchieri di Wolfgang Amadeus Mozart e alle ballades di Guillaume de Machaut. È stato ben accolto dalla maggior parte del pubblico europeo ed è stato pubblicato in una compilation degli altri lavori di Sciarrino dall'etichetta Winter and Winter.

#### Stati Uniti
Negli Stati Uniti, la fisarmonica a bassi sciolti si ascolta occasionalmente. A partire dagli anni '60, si è vista una gara competitiva di esecuzione sulla fisarmonica delle composizioni per pianoforte classico, da parte dei grandi maestri della musica. Sebbene non sia mai stata integrata nella più ampia scena musicale, questa convergenza con la musica classica tradizionale ha spinto i giovani fisarmonicisti ad un coinvolgimento estremo con la musica classica fino ad ora non sperimentato.
Un certo numero di strumentisti americani è riuscito a dimostrare le eccezionali capacità orchestrali della fisarmonica a bassi sciolti esibendosi nei migliori locali di concerti della nazione. Nel processo hanno incoraggiato i compositori contemporanei a scrivere per lo strumento. Tra gli artisti orchestrali più importanti c'è stato John Serry Sr. Fisarmonicista, solista, compositore e arrangiatore di concerti, Serry ha suonato molto sia nelle orchestre sinfoniche che nelle formazioni jazz, oltre che nelle trasmissioni radiofoniche e televisive. La sua raffinata arte poetica ha guadagnato il rispetto per la fisarmonica a bassi sciolti come un serio strumento da concerto tra i musicisti e i direttori di musica classica del primo Novecento. Inoltre nel 1966 completò il suo Concerto per fisarmonica a bassi sciolti, dimostrando le vaste potenzialità orchestrali dello strumento.
Recentemente Guy Klucevsek si è costruito una reputazione sulla combinazione di stili popolari con forme classiche e fa ampio uso dei bassi sciolti. William Schimmel di New York, che compone e si esibisce in molti generi, è un esponente di spicco del sistema a bassi sciolti in stile "quint" e lo usa ampiamente in tandem con il tradizionale sistema Stradella.

#### Canada
In Canada several performers also contributed extensively to the acceptance of the Free Bass Accordion as a respected member of orchestral ensembles throughout North America. Among the leading performers, educators and composers was Joseph Macerollo who achieved widespread acclaim as an interpreter of both contemporary and classical compositions for the instrument.

## Stili di musica tradizionale che comprendono la fisarmonica
Questo è un elenco di stili di musica tradizionale che comprendono la fisarmonica, in ordine alfabetico per regione di origine presunta.
Nota che l'immigrazione ha influenzato molti stili: ad es. per gli stili sudamericani della musica tradizionale, gli immigrati tedeschi e cechi sono arrivati con fisarmoniche (solitamente cassette coi bottoni) e i nuovi strumenti sono stati incorporati nella musica tradizionale locale.
| Regione               | Nome del genere | Tipo di fisarmonica principale (se possibile)                        |
| --------------------- | --- | -------------------------------------------------------------------- |
| Argentina             | Tango; Chamamé | Bandoneón; Fisarmonica diatonica                                     |
| Austria               | Schrammelmusik | Schrammelharmonika (Fisarmonica cromatica a bottoni)                 |
| Bahamas               | Rake-and-scrape | Fisarmonica diatonica                                                |
| Boemia                | Polka |                                                                      |
| Brasile               | Forró (nel nord-est del Brasile); Rio Grande do Sul: musica tradizionale, che comprende i seguenti generi: Milonga, Chamamé, Polka, Tango, Valzer, Xote, Rasguido Doble, Vanera, Bugio, Chamarrita e Rancheira, Sertanejo | Fisarmonica diatonica, Fisarmonica a piano, Bandoneón                |
| Bretagna              | Fest-noz | Fisarmonica diatonica, Fisarmonica cromatica a bottoni Sistema in Do |
| Bulgaria              | Horo (Xоро), Danze bulgare |                                                                      |
| Canada                | Musica franco-canadese, Musica di Terranova e Labrador |                                                                      |
| Canada                | Musica inuit | Fisarmonica diatonica                                                |
| Colombia              | Cumbia, Vallenato |                                                                      |
| Caucaso               | Lezginka |                                                                      |
| Cile                  | Cueca | Fisarmonica a piano                                                  |
| Corea                 | Trot |                                                                      |
| Deserto di Sonora     | Chicken scratch |                                                                      |
| Europa orientale      | Klezmer |                                                                      |
| Europa orientale      | Musica balcanica | Fisarmonica cromatica a bottoni Sistema in Si                        |
| Egitto                | Baladi |                                                                      |
| Francia               | Musetta | Fisarmonica diatonica                                                |
| Grecia                | Rebetiko |                                                                      |
| Inghilterra           | Ballo del Morris | Fisarmonica diatonica (melodeon)                                     |
| Irlanda (Éire)        | Musica tradizionale irlandese (ceol, "trad") | Si/Do,Do#/Re (23 tasti, 8 fisarmonica a bottoni a otto bassi)        |
| Italia                | Saltarello | Organetto (2, 4, e 8 Bassi Diatonici)                                |
| Italia                | Tarantella | Organetto (2, 4, and 8 Bassi Diatonici)                              |
| Messico               | Norteño | Fisarmonica diatonica                                                |
| Paesi Baschi          | Musica basca | Trikitixa (Fisarmonica diatonica)                                    |
| Paesi Bassi           | Levenslied |                                                                      |
| Panama                | Tamborito, Cumbia |                                                                      |
| Repubblica Dominicana | Merengue | Fisarmonica diatonica                                                |
| Scozia                | Country Dance, Bothy Band | Fisarmonica a piano, Fisarmonica diatonica Do,Do#,Re                 |
| Sudafrica             | Boeremusiek | Concertina, Fisarmonica a piano                                      |
| Stati Uniti d'America | Cajun | Fisarmonica diatonica                                                |
| Stati Uniti d'America | Tejano | Fisarmonica diatonica                                                |
| Stati Uniti d'America | Musica occidentale (Nord America) | Fisarmonica a piano Fisarmonica diatonica                            |
| Stati Uniti d'America | Zydeco |                                                                      |
| Turks e Caicos        | Ripsaw |                                                                      |
| Uruguay               | Polca, Tango, Chamarrita | Bandoneón; Fisarmonica diatonica, Fisarmonica a piano                |
| Vari paesi            | Musica tradizionale generica non specificata per nome, come la musica popolare svizzera, ecc. | Vari tipi (Fisarmonica a bottoni o Fisarmonica a piano)              |

### Esplicative
1. ↑  La partitura orchestrale indica ambiguamente la parte a volte come "fisarmoniche" e talvolta come "concertine".
2. ↑  Va notato che sia Hindemith che Berg hanno scritto per la fisarmonica col sistema bassi sciolti nel 1922.
3. ↑  Per le composizioni particolarmente scritte per Ellegaard, vedi i contenuti della "Collezione Mogens Ellegaard" che sono elencati su The Royal Library of Denmark (Danese, archiviato il 3 aprile 2009 in Internet Archive), che elenca anche composizioni scritte per lui e il suo autore.

### Bibliografiche
1. ↑  Henry Doktorski, CD booklet notes for "Guido Deiro: Complete Recorded Works, Vol. 1", Archeophone Records (2007).
2. ↑  Charles Keil, Angeliki V. Keil, Dick Blau, Polka Happiness (Temple University Press, Philadelphia: 1992), 9, 11.
3. ↑  Christoph Wagner, "A Brief History of How the Accordion Changed the World", CD booklet notes for Planet Squeezebox, performed by various artists, (Roslyn, New York: Ellipsis Arts, 1995), 6.
4. ↑   Marisa Gerber, More fans of the accordion are squeezing in lessons, in Los Angeles Times, 3 aprile 2014. URL consultato il 9 aprile 2014.
5. ↑  Wallace, Len. "The Accordion - The People's Instrument" (1989) Online PDF
6. ↑  For a biography of Guido and Pietro Deiro, see Henry Doktorski's The Brothers Deiro and Their Accordions, The Classical Free-Reed, Inc. (2005).
7. ↑  The Golden Age of the Accordion, Flynn, Davison and Chavez, eds., 3rd edition (Schertz, Texas: Flynn Associates Publishing Co., 1992)
8. ↑  Henry Doktorski, The Brothers Deiro and Their Accordions (The Classical Free-Reed, Inc., Oakdale, Pennsylvania: 2005)
9. ↑  Henry Doktorski, "The Accordion and Gershwin's Rhapsody in Blue", Music Theory: Explorations and Applications, Vol. VII (1999) Mary Pappert School of Music, Duquesne University Publication. See also: http://henrydoktorski.com/misc/gershwin.html.
10. ↑  Helmi Strahl Harrington, editor, The Charles Magnante Story: The Autobiography of America's Great Accordionist, as told to Zello Cassolino, fourth edition (Harrington Arts Center Publication, Superior, Wisconsin: 2002)
11. ↑  Bob Bove with Lou Angellotti, Accordion Man: The Legendary Dick Contino (Father and Son Publishing, Tallahassee, Florida: 1994)
12. ↑  The Los Angeles Examiner, October 9, 1938, Pg. 1
13. ↑  Myron Floren and Randee Floren, Accordion Man, with a foreword by Lawrence Welk (The Stephen Greene Press, Brattleboro, Vermont: 1981)
14. ↑  Henry Doktorski, The Classical Squeezebox: A Short History of the Accordion and Other Free-Reed Instruments in Classical Music, The Classical Free-Reed, Inc. (2005), 125.
15. ↑   Marisa Gerber, More fans of the accordion are squeezing in lessons, in Los Angeles Times, 3 aprile 2014. URL consultato il 9 aprile 2014.
16. ↑   von Hobartian, Mike, Interview with Wilska of Finntroll, su Ruthlessreviews.com. URL consultato il 15 marzo 2008 (archiviato dall'url originale il 26 maggio 2012).
17. ↑   Heavy Metal Accordion: An Introduction to Turisas, su accordionists.org. URL consultato il 9 aprile 2014.
18. ↑  See Accordion Composers in German Archiviato il 7 novembre 2007 in Internet Archive.
19. ↑  Above paragraphs referenced from Henry Doktorski, "The Classical Squeezebox: A Short History of the Accordion and Other Free-Reed Instruments in Classical Music", The Classical Free-Reed, Inc. (1997).
20. ↑  Mogens Ellegaard, cited in "Interview", The Classical Accordion Society of Canada Newsletter (March 1990), 3-5.
21. ↑  Ole Schmidt, cited in the CD booklet for Contemporary Danish Accordion Music, performed by Mogens Ellegaard with the Danish Radio Symphony Orchestra, conducted by Ole Schmidt (Solrod Strand, Denmark: Independent Music, 1987).
22. ↑  Library of Congress Copyright Office, Concerto in C Major for Basseti Accordion, Composer John Serry, June 4, 1968, Copyright #EP247602
23. ↑  Library of Congress Copyright Office - Catalog of Copyright Entries: Third Series - Music - July-December 1968, Vol. 22, Part 5, Number 2, Section 1, 1970, p. 1626 "Concerto in C Major for Bassetti Accordion" Op. 1 John Serry 1968, Solo Arrangement Jan. 1, 1968 No. EP247602 on books.google.com
24. ↑   Archiviato il 20 agosto 2008 in Internet Archive. Joseph Macerollo
25. ↑   Joseph Macerollo, su josephmacerollo.com. URL consultato il 6 luglio 2019 (archiviato dall'url originale il 3 marzo 2016).

| Controllo di autorità | LCCN (EN) sh85000397 · J9U (EN, HE) 987007293989505171 |